# Die Neger
Die Neger (I negri) è un Singspiel in due atti di Antonio Salieri, su libretto di Georg Friedrich Treitschke. La prima rappresentazione ebbe luogo al Theater an der Wien di Vienna il 10 novembre 1804. Si tratta dell'ultima opera composta da Salieri. Il pubblico contemporaneo accolse il lavoro con freddezza, ci furono poche recite. Si ebbe una ripresa solo a Breslavia nel 1805.
L'unica fonte riguardante la première dell'opera è la recensione sull'Allgemeine musikalische Zeitung del 12 dicembre 1804, dove si dice che l'opera venne rappresentata «senza applausi». Circa la musica la rivista scrisse: «Vi sono, particolarmente nel primo atto, brani buoni [...] Nel complesso, tuttavia, mancano la forza e il carattere che si imparano ad apprezzare sempre di più nelle opere di Mozart e Cherubini.» È interessante notare che, nel 1805, la stessa rivista espresse un parere simile dopo la première del Fidelio di Beethoven.

## Trama
Una colonia inglese in America. Lord Bedford vuole diventare governatore della colonia. Con false accuse ha costretto il suo rivale Lord Falkland a lasciare il paese. Ora Bedford corteggia la fidanzata di Falkland, Fanny, figlia del vecchio governatore Lord Dellwill. Falkland ritorna nel paese travestito da nero e riesce a farsi assumere al servizio di Bedford, senza essere riconosciuto, col nome di "Jack". Il governatore Dellwill nel frattempo ha scoperto le prove dell'innocenza di Falkland e vuole che Bedford gliene renda conto. Bedford vede i suoi piani in pericolo e dà a Jack l'ordine di avvelenare il governatore. Quando questo crolla durante una festa Bedford subito si immagina vincitore. Ma Dellwill sopravvive all'attentato, poiché Jack ha sostituito il veleno mortale con una sostanza innocua. Jack rivela la sua vera identità. Il colpevole viene condannato, e nulla si frappone più al matrimonio tra Lord Falkland e Fanny.

## La musica
Singoli numeri dell'opera - come l'ouverture - sembrano aver suscitato interesse, come evidenziato da varie versioni per pianoforte. Inaspettatamente, l'opera è insolitamente elaborata, e tutto è orchestrato in modo eccellente. Per esempio, Salieri impiega, per il lamento d'amore di Fanny per la perdita del suo amato, assoli di due corni inglesi e corde pizzicate. All'inizio del secondo atto si trova un'espressiva Picciola Sinfonia per clarinetto solo, due fagotti e archi. Salieri gestisce gli aspetti esotici con uso misurato di piatti e grancassa. Molto interessante è una melodia che ricorda una contraddanza inglese, che ricorre come un leitmotiv attraverso l'intera opera ed emerge in particolare nell'ouverture, nel finale primo e nel coro finale. L'invenzione melodica appare in tutta l'opera estremamente ispirata e varia; Salieri utilizza per la progettazione drammaturgica una varietà di forme musicali, mostrando una vasta gamma di possibilità musicali e drammatiche, dalla semplice canzone a un'estesa scena d'assolo. Degno di nota è anche il numero eccezionalmente elevato di pezzi d'assieme.

## I rapporti con Beethoven
In molti punti della partitura di Salieri si scorgono anticipazioni di singoli passi del Fidelio di Beethoven, che nel 1805 ebbe la première nel medesimo teatro. Di particolare interesse è la distribuzione degli interpreti, spesso coinvolti in entrambi i lavori: l'allieva di Salieri Anna Milder-Hauptmann cantò sia come Lady Anna che come Leonore, il tenore Friedrich Demmer interpretò prima Lord Falkland poi Florestan, il basso-baritono Sebastian Mayer ricoprì i ruoli dei cattivi Lord Bedford e Don Pizarro, Betty e Marcellina infine vennero interpretate da Louise Müller. Beethoven, che era stato allievo di Salieri, certamente conosceva Die Neger, e certamente fu ispirato dalle peculiarità vocali di ogni cantante, esattamente come Salieri. Le caratteristiche di molte arie di Salieri si ritrovano nella partitura di Beethoven con insolita frequenza. Georg Friedrich Treitschke, del resto, fu uno dei coautori della versione finale del libretto del Fidelio.